# Srŏk Dâmnăk Châng'aeur
Srŏk Dâmnăk Châng'aeur är ett distrikt i Kambodja.   Det ligger i provinsen Kep, i den södra delen av landet, 130 km sydväst om huvudstaden Phnom Penh. Antalet invånare är 18 341.